# 1389

## Esdeveniments
Països Catalans
- Guerra dels armanyaguesos

Món
- 28 de juny, Kosovo: L'exèrcit otomà derrota l'exèrcit cristià d'Europa, permetent la conquesta del sud-est d'Europa.[1]
- 2 de novembre, Bonifaci IX és elegit papa.
- Basili I esdevé gran duc de Moscou

## Naixements
- 27 de setembre, Florència, República de Florència: Cosme el Vell
- 24 de desembre: Joan VI el Prudent, duc de Bretanya

## Necrològiques
Països Catalans
- 27 d'octubre: Bernat Vallès, 4t President de la Generalitat de Catalunya.

Món
- 8 de març: Lieja (principat de Lieja): Arnold d'Horne, príncep-bisbe d'Utrecht i de Lieja.
- 19 de maig, Demetri I, Gran duc de Moscou, a Moscou
- 15 de juny, Murat I, soldà de l'Imperi Otomà, en la batalla de Kosovo Polje.[1]
- 15 d'octubre, Urbà VI, papa, a Roma (n. 1318).[2]